# جبر مجرد

جایگشت‌های مکعب روبیک تشکیل یک گروه می‌دهد؛ مفهومی بنیادی در جبر مجرد.

جبر مجرد (به انگلیسی: Abstract Algebra) در مبحث جبر که بخش وسیعی از ریاضیات است (اغلب به آن جبر مدرن می‌گویند) به مطالعهٔ ساختارهای جبری می‌پردازد. ساختارهای جبری شامل گروه‌ها، حلقه‌ها، میدان‌ها، مدول‌ها، فضاهای برداری، مشبکه‌ها و جبرها می‌باشد. عبارت جبر مجرد در اوایل قرن بیستم برای تمایز این حوزه از مطالعات از بخش‌های دیگر جبر ایجاد شد.
ساختارهای جبری، به همراه هومومورفیسم‌هایشان، تشکیل رسته‌های ریاضیاتی را می‌دهند. نظریهٔ رسته‌ها چارچوبی صوری ایجاد می‌کند که امکان بیان خصوصیات و سازه‌های مشترک ساختارهای مختلف را در چارچوبی متحد فراهم می‌آورد.
جبر جهانی موضوعی مرتبط با جبر مجرد است که به مطالعهٔ انواع ساختارهای جبری به‌صورت یک شیء واحد می‌پردازد. به‌عنوان مثال، ساختار گروه‌ها به‌صورت یک شیء در جبر جهانی مطالعه می‌شود که به آن واریته گروه‌ها می‌گویند.